# Propoziție circumstanțială instrumentală
În sintaxa frazei din gramaticile tradiționale ale limbii române, propoziția circumstanțială instrumentală este o subordonată care îndeplinește funcția de complement circumstanțial instrumental al propoziției regente. Exprimă mijlocul în sens larg (obiect, materie, ființă, acțiune) prin care se realizează acțiunea din regentă.
Această subordonată se introduce prin:
- pronume relative sau nehotărâte, ori adjective pronominale corespunzătoare acestora, prevăzute cu prepozițiile cu (cazul cel mai frecvent), datorită, din, după, fără, în, la, prin:

Sapă cu ce are;
Trimit scrisoarea prin cine se nimerește;
Scriu cu orice (creion) găsesc;
- locuțiunea conjuncțională fără (ca) să: A salutat fără să-și scoată pălăria[2];
- conjuncția că (mai rar): Ai făcut bine că n-ai venit[2].

Predicatul acestei propoziții este de obicei la modul indicativ, dar poate fi și la prezumtiv sau la condițional-optativ, în afară de cazul când se introduce prin fără (ca) să, care cere conjunctivul.
Topica frazei cu această propoziție este de regulă regentă + subordonată, fiind exclusiv aceasta dacă este introdusă prin conjuncție, dar pentru reliefarea celei introduse prin pronume, topica poate fi subordonată + regentă: Cu ce am găsit am scris. Nici în primul, nici în doilea caz, între propoziții nu este pauză, prin urmare în scris nu se despart prin virgulă.